# شاخ‌های حطین
شاخ‌های حطین (عبری: קרני חטין‎)، منطقه‌است تپه‌ای (آتشفشانی) همراه با دو دشت در مجاورت با خود که در گالیله، اسرائیل امروزی که در طی جنگ‌های صلیبی محل نبردی بین نیروهای صلیبی و صلاح‌الدین ایوبی بود.